# Cartographers Range
Die Cartographers Range ist ein schroffer Gebirgszug von 40 km Länge in den Victory Mountains des ostantarktischen Viktorialands. Sie wird im Norden durch den Pearl-Harbor-Gletscher, im Osten durch den Tucker-Gletscher sowie im Süden durch den Hearfield- und den Trafalgar-Gletscher begrenzt.
Der United States Geological Survey kartierte sie anhand geodätischer Vermessungen und mithilfe von Luftaufnahmen der United States Navy von 1960 bis 1964. Das Advisory Committee on Antarctic Names benannte sie 1969 nach den Kartografen (englisch cartographers) und Kartografietechnikern des Surveys, die an der Erstellung des Kartenwerks zu Antarktika beteiligt waren.